# Jamajčani
Jamajkanci (Jamajčani) su narod koji jezično, ali ne i rasno, pripada germanskoj grani indoeuropske etnolingvistiočke porodice. Nastali su miješanjem afričkih robova, danas izumrlih Taino domorodaca te španjolskih i engleskih kolonijalista.
Uz engleski, Jamajčani također govore jamajčanskim kreolskim jezikom.
Jamajčani, kojih ima oko 2 milijuna, su vjerojatno najpoznatija etnička grupa s Kariba, što prije svega imaju zahvaliti svojoj bogatoj kulturi temeljenoj na miješanju afričke i drugih tradicija. Od te kulture je najpoznatiji cijeli niz originalnih muzičkih stilova koji je stekao veliku popularnost u svijetu: reggae, ska i dub.
Iako su Jamajčani po vjeri uglavnom protestanti, poznati su i po novoj religiji koja je nastala među njihovim redovima: rastafarijanizmu.
Jamajčani su, zbog siromaštva i visoke stope nasilja, prethodnih desetljeća često emigrirali, uglavnom u SAD i Veliku Britaniju, gdje su stvorili snažne i lako prepoznatljive imigrantske zajednice, od kojih je najpoznatiji Brixton u Londonu.